# ダイナ・ウィリス
ダイナ・ウィリス Dinah Willis（本名Dinah Carol Avara、1945年8月5日 - ）は、米PLAYBOY誌・1965年12月号のプレイメイトとなったアメリカ合衆国のモデル。彼女の中央見開き折込ページ（センターフォールド）は、ポンペオ・ポザール (Pompeo Posar) によって撮影された。彼女は1966年のプレイボーイカレンダーの表紙にもなった。

## 人物
ダイナはテキサス州オデッサで生まれた。彼女と兄はニューメキシコ州のルイドソとユーニスで育った。彼女がPLAYBOY誌の撮影を行なっていた時、彼女の兄はベトナム戦争で戦っていた。
ダイナはトーケンズ (The Tokens) のB. T. Puppyレーベルと契約しているミュージシャンと結婚した。ダイナには2人の娘がおり、1人はニューヨークバワリー街でホームレスと共に働く詩人。もう1人は歌手、ソングライターでチャビー・チェッカー (Chubby Checker) のバックコーラスを務めている。